# Vrcholák
Vrcholák (Terminalia), česky též mandlovník nebo terminálie, je rod rostlin z čeledi uzlencovité. Jsou to vesměs mohutné stromy, často s kořenovými náběhy u paty kmene. Listy jsou jednoduché, střídavé nebo vstřícné, květy jsou pravidelné a bez koruny. Rod zahrnuje asi 200 druhů a je rozšířen v tropech téměř celého světa. Vrcholáky mají poměrně mnohostranné využití. Vrcholák pravý je v tropech často vysazován jako stínící strom. Jádra plodů jsou jedlá. Mnohé druhy jsou vyhledávaným zdrojem kvalitního dřeva, plody některých druhů slouží k barvení látek a vydělávání kůží. Řada druhů má význam v tradiční, zejména indické medicíně.

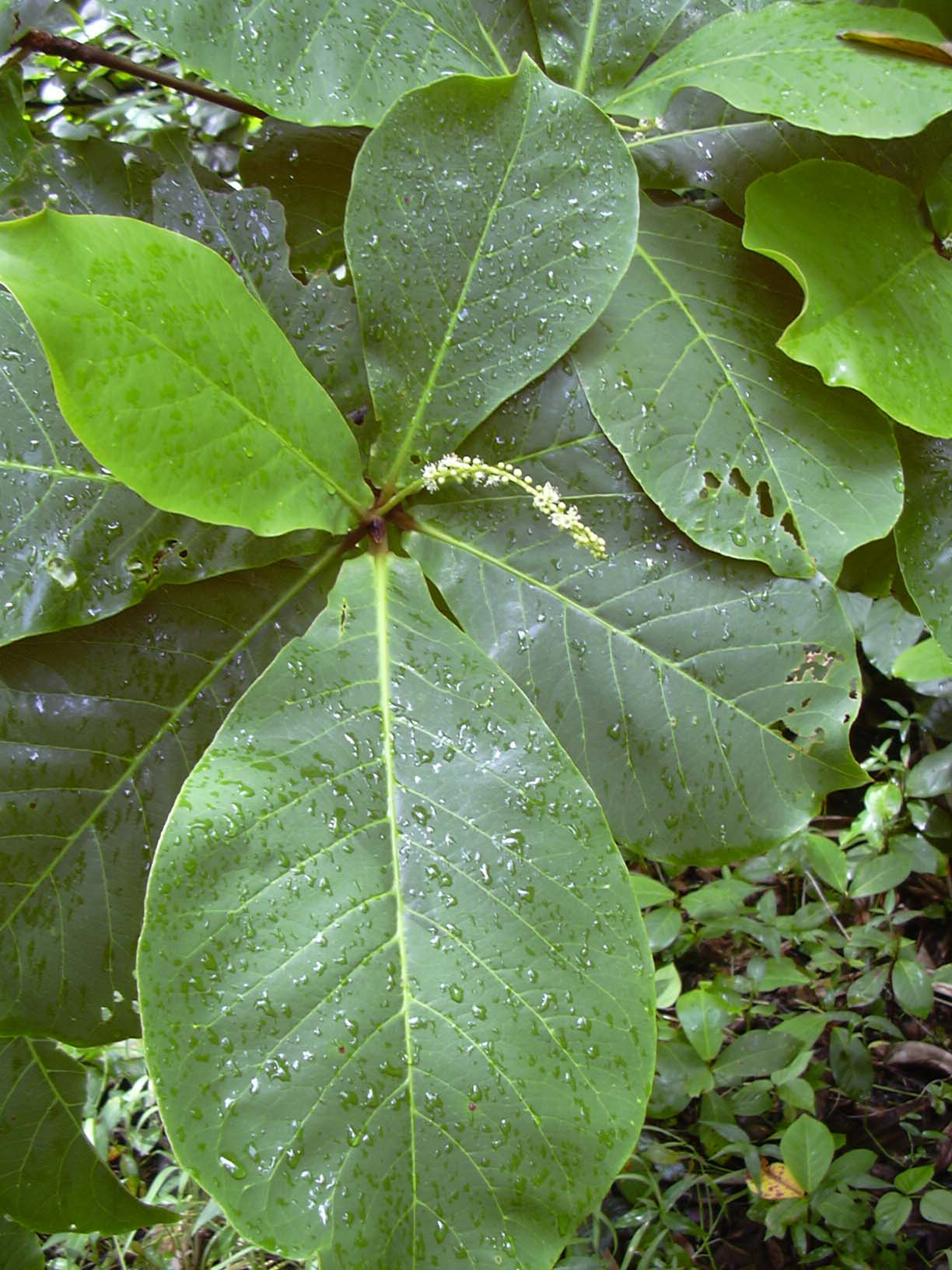
Vrcholák pravý (T. catappa)

## Popis
Vrcholáky jsou stálezelené, poloopadavé nebo opadavé stromy, často mohutné a s kořenovými náběhy u paty kmene, pouze výjimečně keře. Listy jsou jednoduché, střídavé nebo vstřícné, často nahloučené na koncích větví a zdánlivě přeslenité. Některé druhy mají rozměrné listy, dosahující délky až 40 cm. Čepel listů je podlouhlá, obvejčitá nebo okrouhlá, lysá nebo chlupatá. Na okraji jsou listy často drobounce vroubkované, na ploše bývají průsvitně tečkované. Na bázi listové čepele nebo na řapíku jsou často 2 nebo i více žlázek. Květy jsou pravidelné, většinou pětičetné (řidčeji čtyřčetné), uspořádané v koncových hroznech, klasech nebo latách. Často jsou ve spodní části květenství oboupohlavné květy a ve vrcholové pouze samčí. Kalich je čtyř nebo pětičetný, s válcovitou nebo vejcovitou kališní trubkou a vejčitými nebo trojúhelníkovitými laloky. Koruna chybí. Tyčinek je 8 nebo 10. Semeník je spodní, s jedinou komůrkou obsahující většinou 2, řidčeji více vajíček. Plodem je nepravý plod (pseudokarp). Plody jsou dosti různorodého tvaru a velikosti, často dužnaté a připomínající peckovici, případně suché a kožovité nebo korkovité. Na povrchu jsou často podélně žebernaté nebo křídlaté.

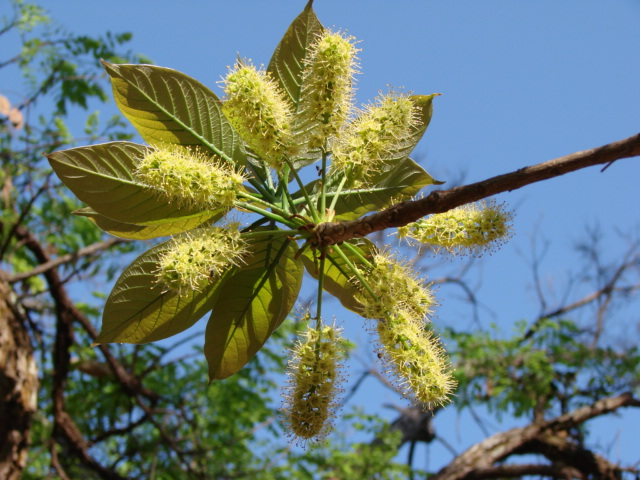
Květenství T. argentea
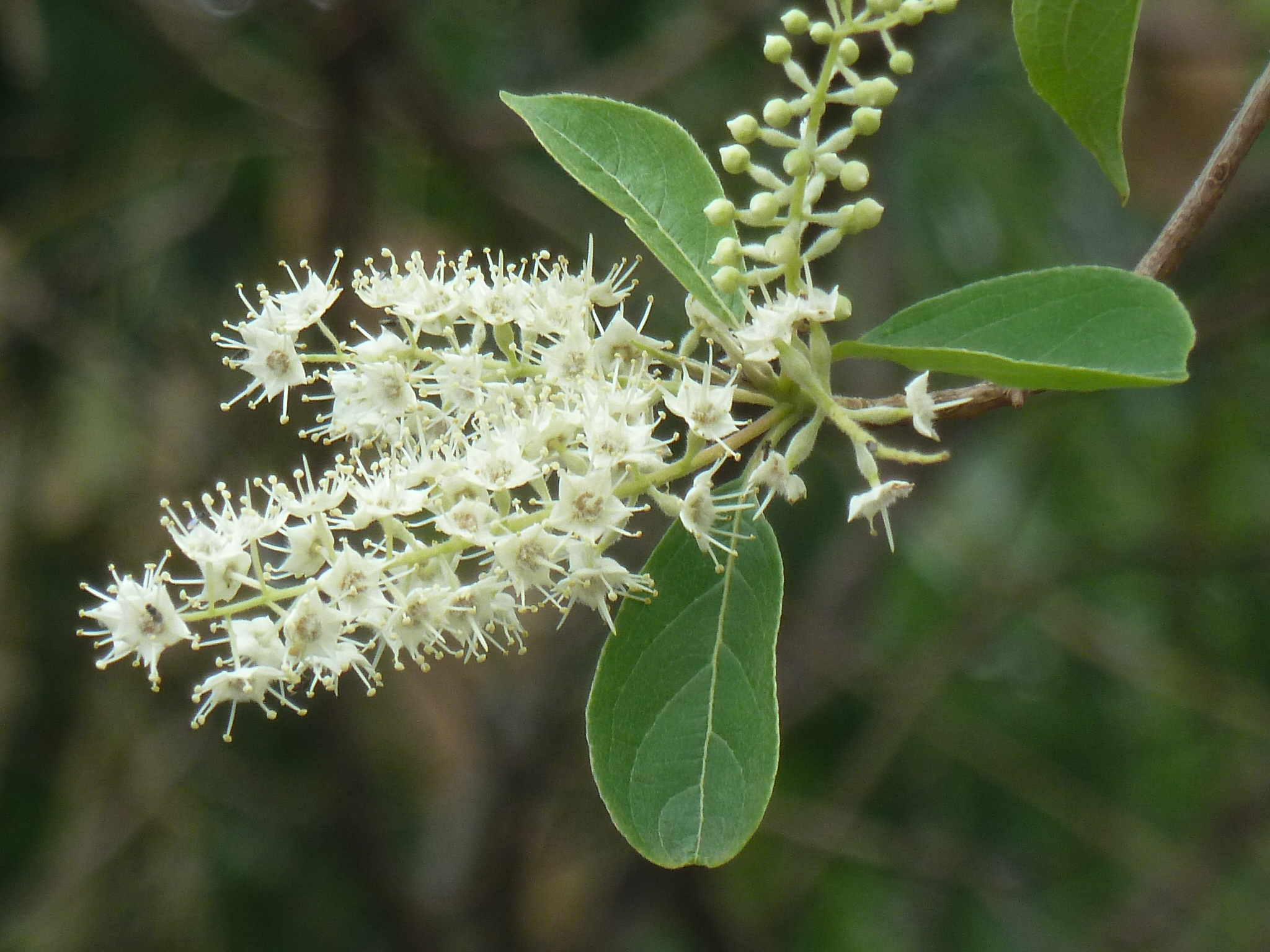
Květenství T. phanerophlebia
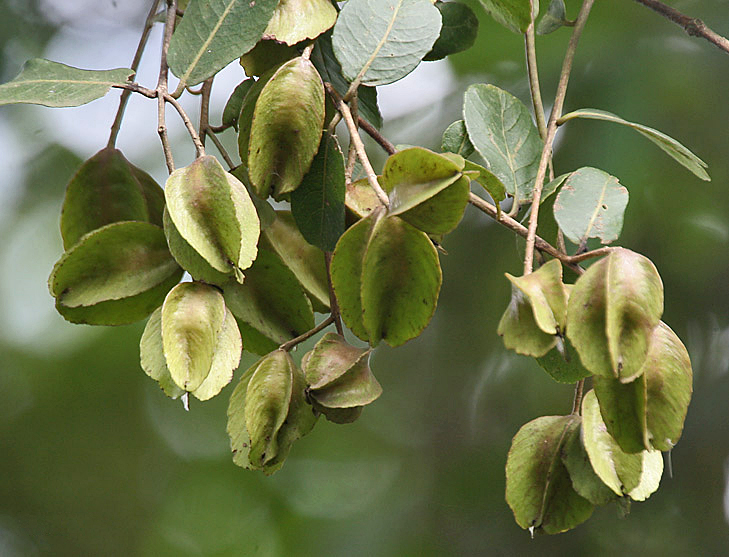
Křídlaté plody vrcholáku ardžuna (T. arjuna)
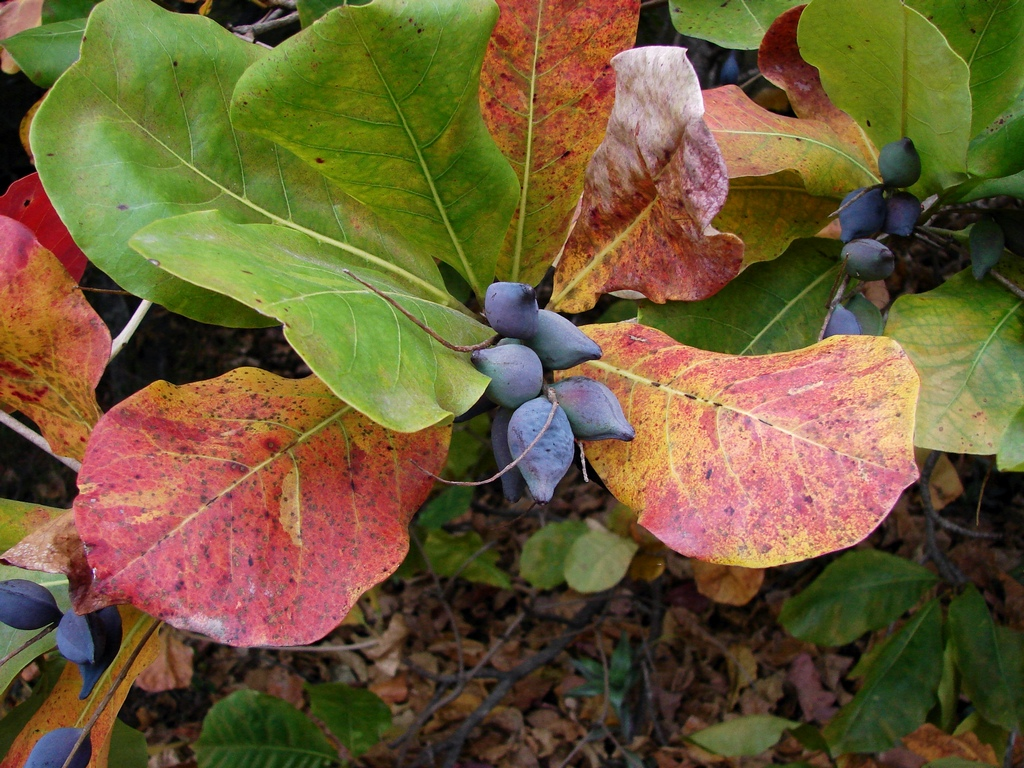
Plody T. arenicola

## Rozšíření
Rod vrcholák zahrnuje asi 200 druhů. Je to druhý největší rod čeledi uzlencovité. Je rozšířen v tropech Afriky, Asie i Ameriky, některé druhy přesahují do jižní Afriky, severní Austrálie a na ostrovy Oceánie. Nejvíc druhů roste v tropické Asii.
Většina druhů roste v nížinách tropů, zejména v tropických deštných lesích, teakových lesích, bažinatých a poříčních lesích. Některé druhy jsou přizpůsobeny růstu na mořském pobřeží. Nemnohé druhy rostou v suchých oblastech, v Asii zejména T. crassifolia, T. microcarpa a T. insularis.

## Ekologické interakce
Bezkorunné květy různých druhů vrcholáku jsou opylovány hmyzem, zejména brouky, dvoukřídlými, plošticemi, blanokřídlými a motýli. Květy vrcholáku myrobalánového páchnou a opylují je zejména mouchy.
Četné druhy vrcholáku mají na bázi listové čepele nebo na řapíku extraflorální nektária v podobě drobných žlázek produkujících nektar, který vyhledávají mravenci. Žlázky jsou aktivní zejména na mladých listech a mravenci chrání čerstvé výhonky před býložravci. Po dozrání listů žlázky ztrácejí svoji funkci. Na rubu listů některých druhů jsou podél hlavních žilek a v jejich paždí drobná domatia, obývaná symbiotickými roztoči.
Plody mnohých druhů mají korkovitý povrch nebo vzduchové kapsy a jsou přizpůsobeny šíření vodou. Plody vrcholáku pravého se šíří mořskými proudy a podrží si v mořské vodě klíčivost po dlouhý čas. Naproti tomu plody vrcholáku myrobalánového vyhledávají a šíří pozemní zvířata, zejména prasata, jeleni a kozy. Plody T. pallida opadávají na zem, kde je roznášejí zejména hlodavci, na jejich šíření se však podílí i dešťová voda. Jádra plodů vrcholáku pravého konzumují mj. netopýři a na mořském pobřeží i krabi.

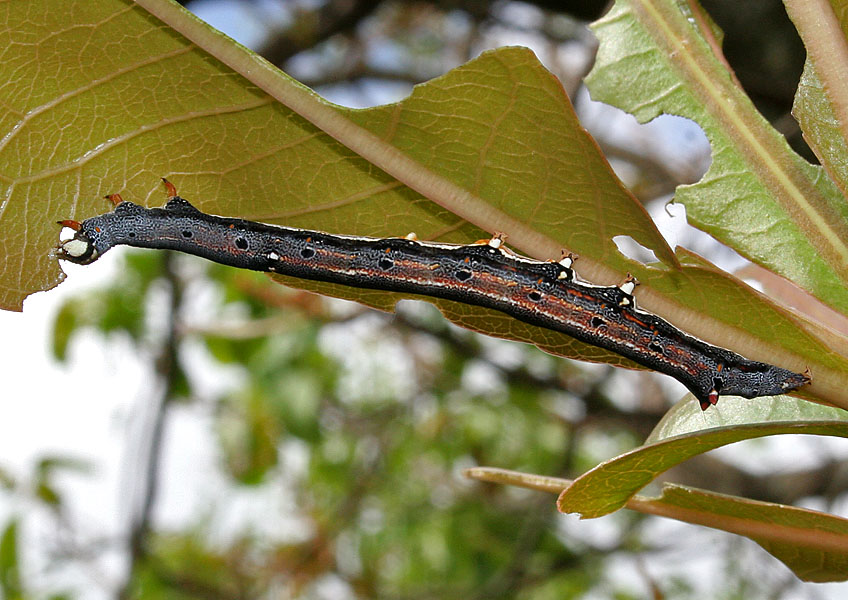
Housenka můry na listech vrcholáku myrobalánového
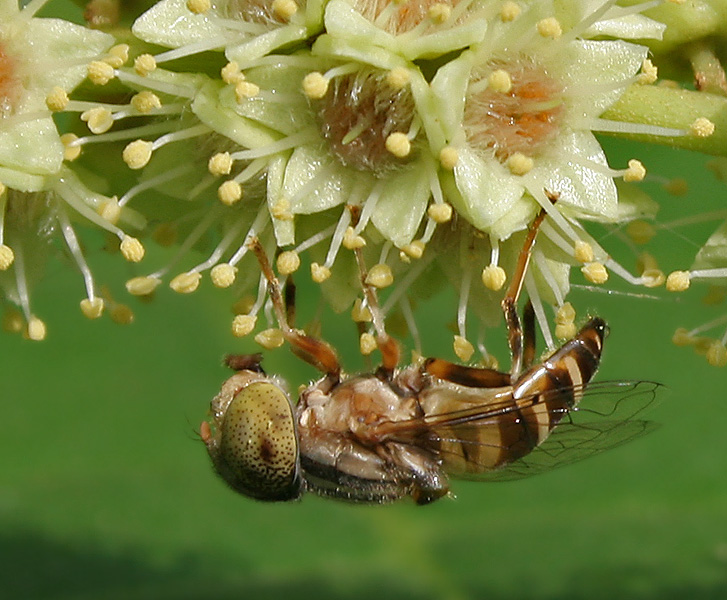
Pestřenka na květech vrcholáku pravého
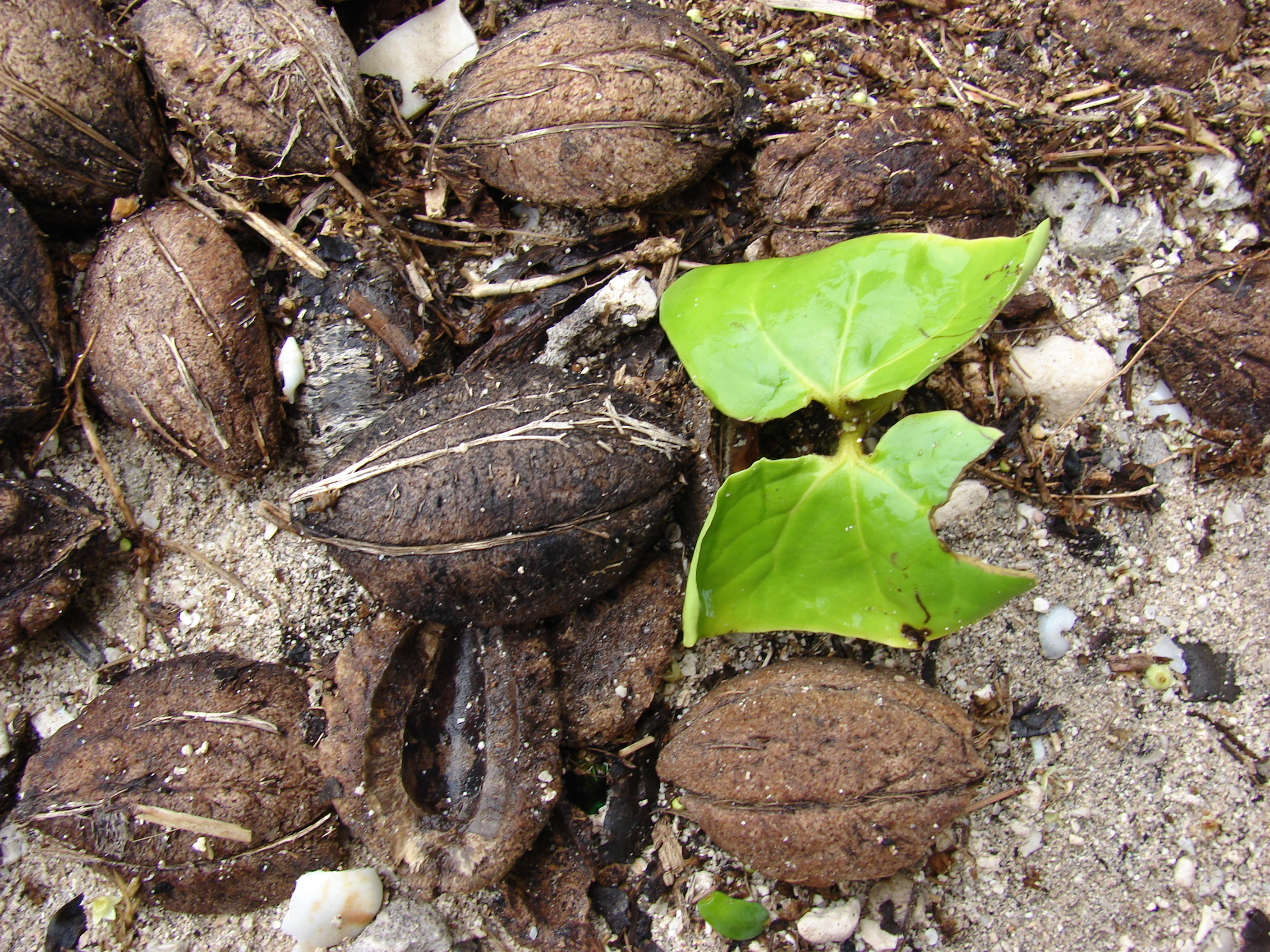
Klíčící plody vrcholáku pravého na mořské pláži

## Zástupci
- vrcholák ardžuna (Terminalia arjuna)
- vrcholák chebule (Terminalia chebula)
- vrcholák myrobalánový (Terminalia bellirica)
- vrcholák pravý (Terminalia catappa), syn. mandlovník mořský

## Význam
Četné druhy vrcholáku jsou vyhledávány jako zdroj kvalitního dřeva. Dřevo afrického druhu T. ivorensis je obchodováno pod názvem framiré, dřevo T. superba jako limba. Vrcholáky jsou v Africe pěstovány i na lesních plantážích. V Malajsii je dřevo různých druhů vrcholáku známo jako ketapang a má široké využití. Je poměrně tvrdé, s jemnou strukturou. V jižní Asii se těží dřevo T. elliptica pod názvem indian laurel, na Andamanech a v Barmě dřevo T. bialata pod názvem indian silver greywood.
Druh T. latifolia je v Karibské oblasti 2. nejdůležitějším zdrojem dřeva po cedrele Cedrela odorata z čeledi zederachovité. Dřevo je používáno zejména na desky, šindele, podlahy a dřevěné sudy. Téměř se nevyváží, neboť zdroje slouží k pokrytí místní poptávky. Dřevo vrcholáku T. amazonia, rozšířeného ve velké části tropické Ameriky, je známo pod názvem nargusta. Je tvrdé, pevné a těžké a má mnohostranné použití.
Vrcholák pravý (Terminalia catappa) je pěstován v tropech celého světa jako stínící a pouliční strom. Je také vysazován na mořském pobřeží ke stabilizaci písečných dun. Jádra plodů jsou jedlá, olejnatá a připomínají chutí mandle. Kůra i slupky plodů jsou bohaté na třísloviny a slouží k barvení a vydělávání kůží. V některých oblastech tropů, např. na Floridě a některých Karibských ostrovech, je vrcholák pravý řazen mezi invazní druhy.
Z plodů vrcholáku chebule (T. chebula) je v tropické Asii získáváno černé barvivo používané k barvení látek a sušené plody mají medicínské využití. V nížinách Pákistánu je jako stínící strom pěstován též indický druh vrcholák ardžuna (T. arjuna). Dužnaté oplodí asijských druhů T. citrina a T. bellirica je jedlé.
Některé druhy vrcholáku mají význam v tradiční indické medicíně. Kůra vrcholáku ardžuna je používána při srdečních chorobách a cirhóze jater, zevně na různé kožní choroby. Nezralé plody vrcholáku myrobalánového (T. bellirica) slouží jako projímadlo, zralé jako adstringens. Kůra T. bialata, T. coriacea a některých dalších druhů působí jako srdeční stimulans. Sušené plody vrcholáku chebule (T. chebula) jsou v tropické Asii používány v rámci tradiční medicíny zejména při bolestivém kašli, proti střevním parazitům a jako šetrné projímadlo.

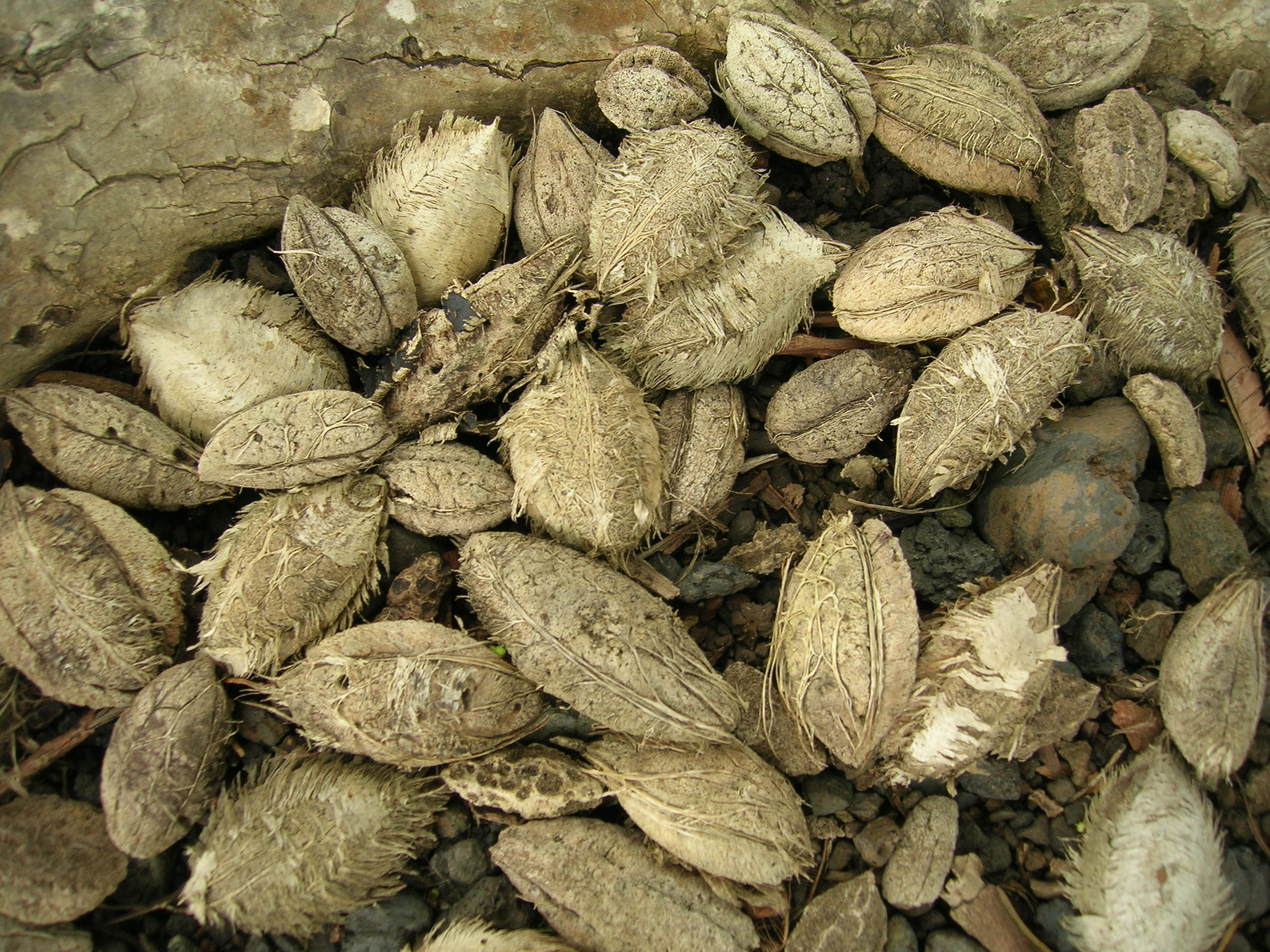
Plody vrcholáku pravého
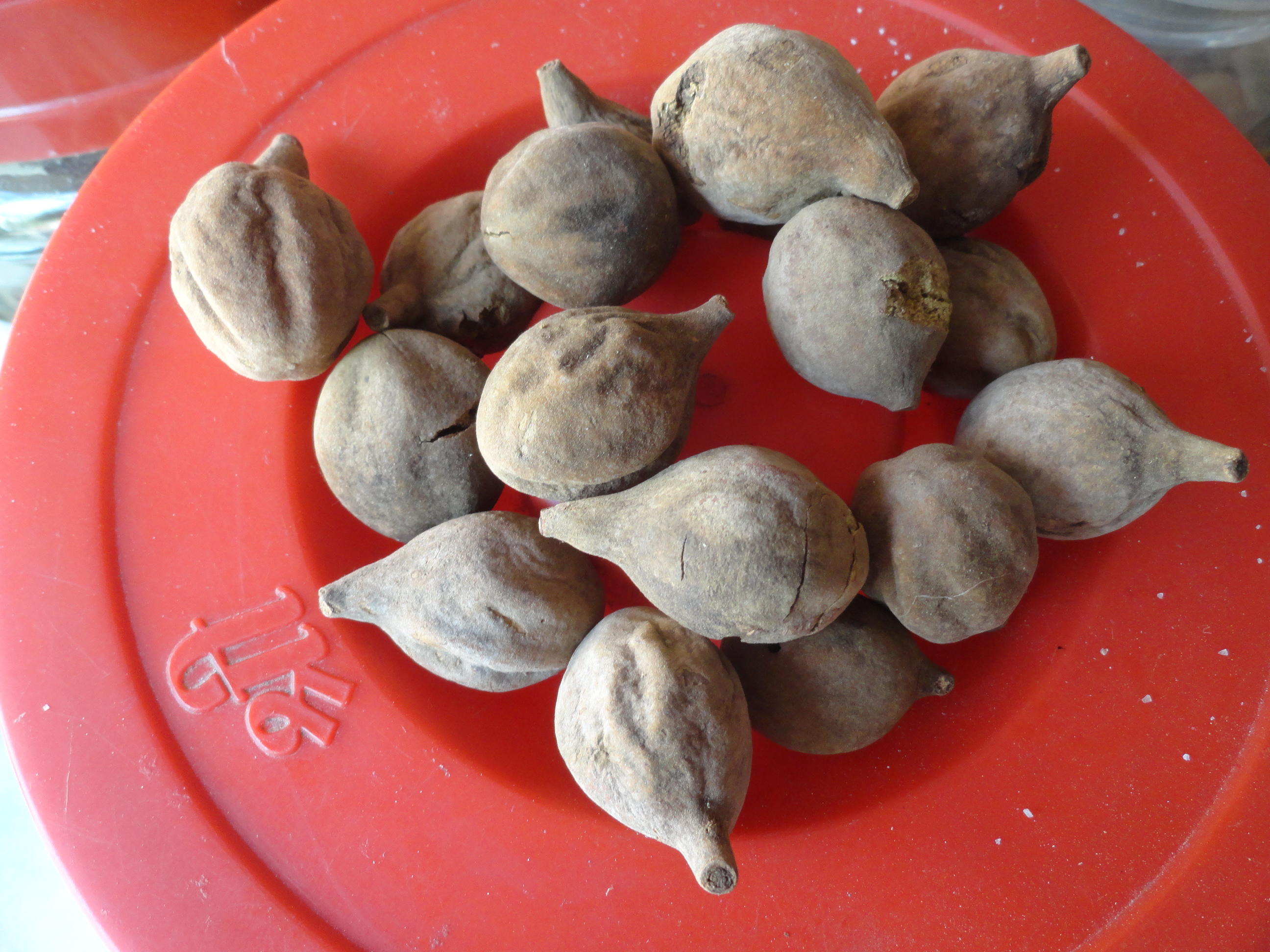
Plody vrcholáku myrobalánového
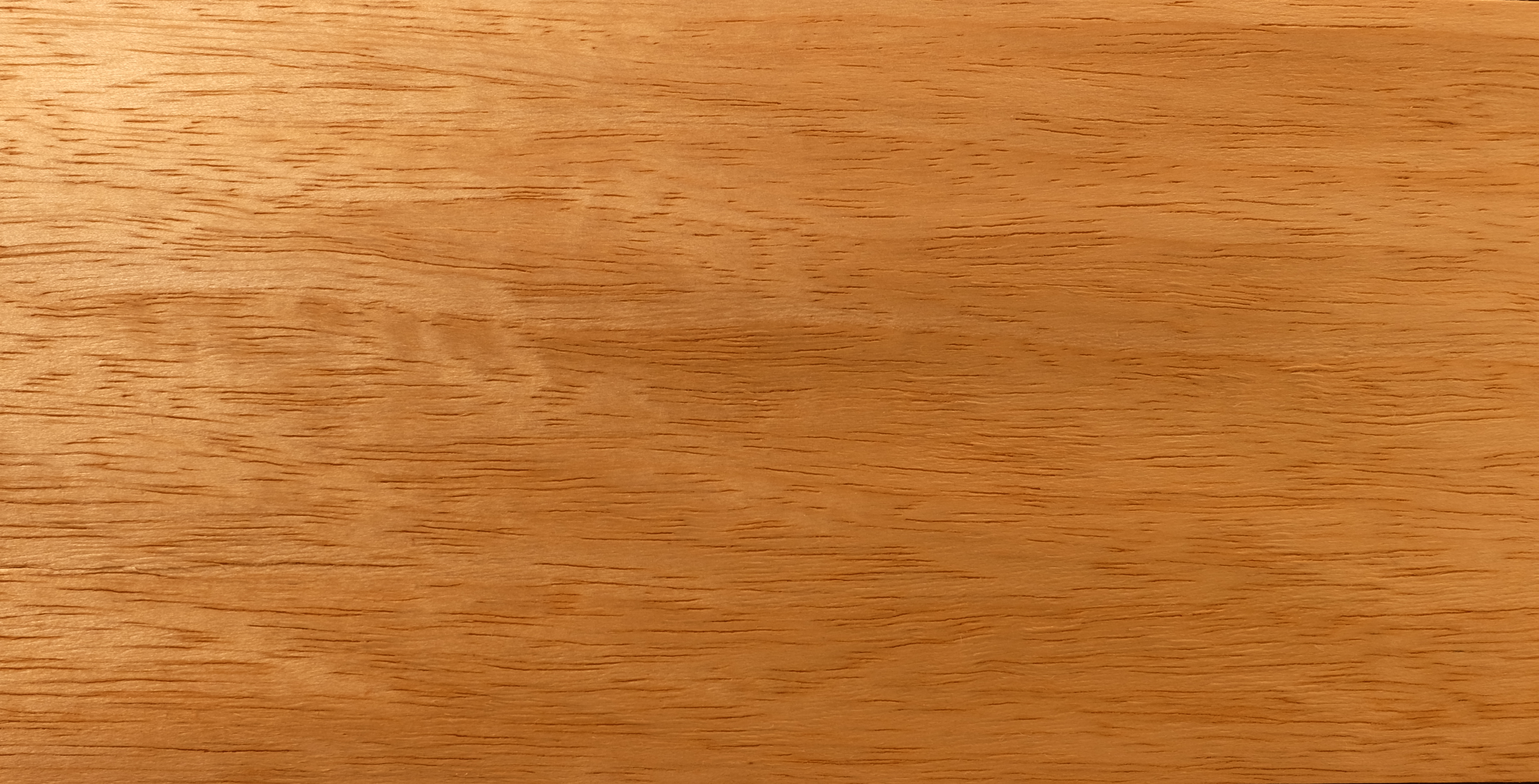
Limba, dřevo afrického vrcholáku T. superba
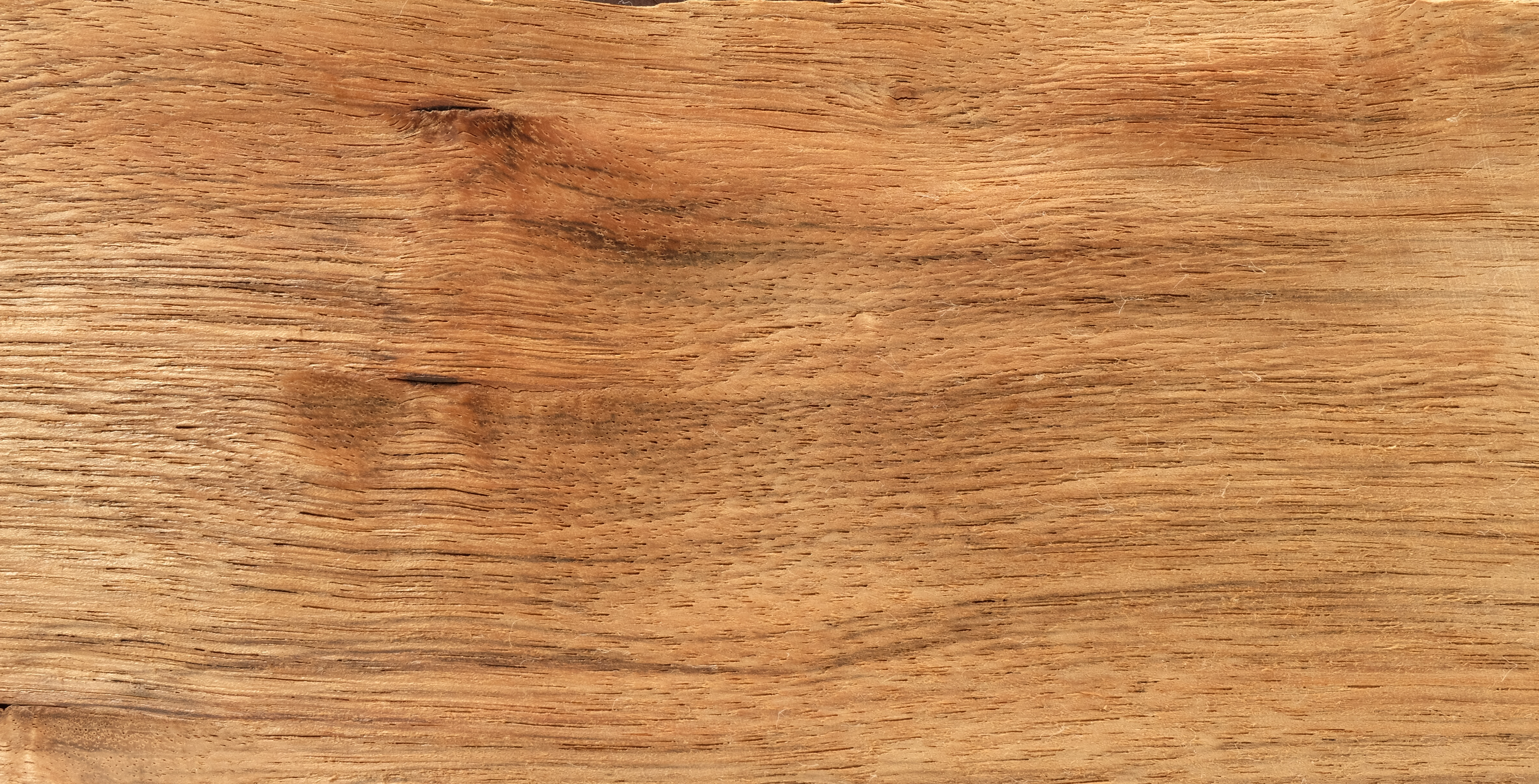
Indian laurel, dřevo asijského vrcholáku T. elliptica